# Geoemydidae
Geoemydidae este o familie de broaște țestoase.